# Біогельмінти
Біогельмінти — гельмінти, які розвиваються за участю проміжних хазяїв. Основні представники: трихінела, ришта (збудник дракункульозу), печінкові сисуни, бичачий та свинячий ціп'яки тощо.
Хазяїна, в якому біогельмінт досягає статевого дозрівання і здатний виділяти інвазійні яйця або іноді личинки, називають остаточним, або дефінітивним. Розвиток проміжних форм гельмінта відбувається в організмі проміжного хазяїна, яким залежно від виду гельмінта можуть бути домашні та дикі хребетні тварини безхребетні (молюски, комахи) або (рідше) люди.
Для розвитку таких гельмінтів до інвазивної стадії необхідний живий організм — біологічне середовище, у зв'язку з чим цих гельмінтів й називають біогельмінтами (від грец. bios — життя та дав.-гр. ἕλμινθος — паразитичні або паразитні черви).
У частині біогельмінтів розвиток проміжних форм послідовно відбувається в організмі двох хазяїв  (проміжного та додаткового). Проміжними хазяями найчастіше є безхребетні —  свинячого — свиня. Однак і людина може зрідка стати проміжним тупиковим хазяїном свинячого ціп'яка.
До біогельмінтів, які розвиваються зі зміною двох хазяїв, проміжного і додаткового, належать трематоди, які паразитують у печінці та підшлунковій залозі — котячий, печінковий і в легенях — легеневий сисун. Проміжними хазяями сисунів є черевоногі молюски (равлики), додатковими — риби. Деякі стьожкові черви (цестоди) також розвиваються зі зміною двох хазяїв, наприклад стьожак широкий. Проміжним хазяїном стьожака широкого є прісноводний рачок — циклоп, а додатковими хазяями — риби. Цикл розвитку біогельмінтів цієї групи найбільш складний і включає наступні ланки: остаточний хазяїн (хвора людина, тварина) — зовнішнє середовище — проміжний хазяїн — зовнішнє середовище — додатковий хазяїн — остаточний хазяїн (людина або тварина).
Існують біогельмінти роду трихінела, розвиток яких завершується в організмі одного хазяїна — людини, свині та інших домашніх і диких тварин. Дорослі особини цього гельмінта доволі недовгий час існують в тонкій кишці хазяїна, а інвазовані личинки протягом багатьох років можуть зберігатися інвазійними в його скелетних м'язах.